# Xã Graceland, Quận Codington, South Dakota
Xã Graceland (tiếng Anh: Graceland Township) là một xã thuộc quận Codington, tiểu bang Nam Dakota, Hoa Kỳ. Năm 2010, dân số của xã này là 105 người.